# John Whaite
John Whaite (Chorley, Lancashire, 23 de mayo de 1989) es un chef, autor, panadero y presentador de televisión británico, más conocido por ser el ganador de la tercera temporada de The Great British Bake Off en 2012. Ha tenido un espacio de cocina semanal en el programa de ITV, Lorraine, y en abril de 2016 comenzó a copresentar Chopping Block, el concurso de cocina diurna de ITV, junto a Rosemary Shrager.

## Primeros años
John Whaite nació en Chorley, Lancashire y creció en una granja en Wrightington. Tiene dos hermanas, Jane y Victoria. Se interesó por la repostería a la edad de siete años, después de que sus padres se divorciaran. Ganó un lugar en la Universidad de Oxford para estudiar lenguas modernas y medievales, pero pasó a estudiar derecho en la Universidad de Mánchester para estar más cerca de casa. En 2012 obtuvo un título de primera clase después de presentarse a sus exámenes de derecho mientras filmaba Bake Off. También completó un plan de verano con el importante bufete de abogados Eversheds Sutherland y trabajó brevemente como banquero en el departamento de financiación de activos del Royal Bank of Scotland. Rechazó una carrera en derecho o banca después de ganar el programa y tomó clases en Le Cordon Bleu para seguir una carrera en la cocina.

## Carrera

### Televisión
En 2012, Whaite participó en la tercera temporada de The Great British Bake Off en BBC Two. Después de llegar a la final, ganó el espectáculo con su salchicha italiana y su pithivier de verduras asadas, fantasías de fondant y pastel de gasa. A pesar de ganar el programa, fue nombrado «Panadero estrella» solo una vez en la serie.
Whaite aparece como chef residente en el programa Lorraine de ITV, presentado por Lorraine Kelly. También apareció en This Morning, What's Cooking?, The Alan Titchmarsh Show y Sunday Brunch como chef invitado.
En abril de 2016, comenzó a presentar Chopping Block, el programa competitivo de cocina de ITV con Rosemary Shrager, donde cuatro parejas compiten en una serie de desafíos diarios para ganar un premio. Una segunda serie comenzó a transmitirse en marzo de 2017.
Whaite hace apariciones regulares, como uno de sus chefs, con la presentadora Steph McGovern en su programa diurno de Channel 4,Steph's Packed Lunch, que se transmite desde la primavera de 2020 desde un estudio frente al mar en Leeds Dock.
En agosto de 2021, fue anunciado como participante de la decimonovena temporada de Strictly Come Dancing, formando parte de la primera pareja masculina del mismo sexo junto al bailarín profesional Johannes Radebe. Llegaron a la final como una de las dos últimas parejas, pero fueron derrotados por la actriz Rose Ayling-Ellis y su pareja Giovanni Pernice.

### Cocina
Después de aparecer en Bake Off, Whaite estudió para un Diplôme de Pâtisserie en Le Cordon Bleu de Londres.
En 2015, su restaurante Kitchen Cookery School abrió en un establo de ganado de 400 años reconvertido en la granja de su familia en Tunley Lane en Wrightington, Lancashire.

### Escritura
Whaite ha lanzado cuatro libros de cocina. El primero, John Whaite Bakes, fue lanzado el 25 de abril de 2013, y el segundo, John Whaite Bakes at Home, fue lanzado el 27 de marzo de 2014. El tercer libro, Perfect Plates in 5 Ingredients, se publicó en abril de 2016. El cuarto libro, Comfort: Food to soothe the soul, se publicó en octubre de 2017. En 2019, escribió A Flash in the Pan, que contiene recetas para cocinar usando solo una sartén para estufa.
Escribió una columna sobre comida para The Daily Telegraph. Escribió brevemente la columna «Hot John» para la revista Heat en 2013.

## Vida personal
Whaite vive en Leeds con su novio Paul Atkins, un diseñador gráfico. Anunció su compromiso el 21 de julio de 2017.
Whaite dijo que ha sufrido depresión. También dijo que ha experimentado bulimia en el pasado.
En 2019, trabajó en una granja de 40,5 ha (100 acres) en las montañas de la Columbia Británica, Canadá, que encontró a través del sitio web World-wide Opportunities on Organic Farms.

## Publicaciones
- John Whaite Bakes (2013; ISBN 9780755365104})
- John Whaite Bakes at Home (2014; ISBN 9780755365135)
- Perfect Plates in 5 Ingredients (2016; ISBN 9780857833518)
- Comfort: Food to Soothe the Soul (2018; ISBN 9780857835765)
- A Flash in the Pan (2019; ISBN 9780857838278)